# Eltinia

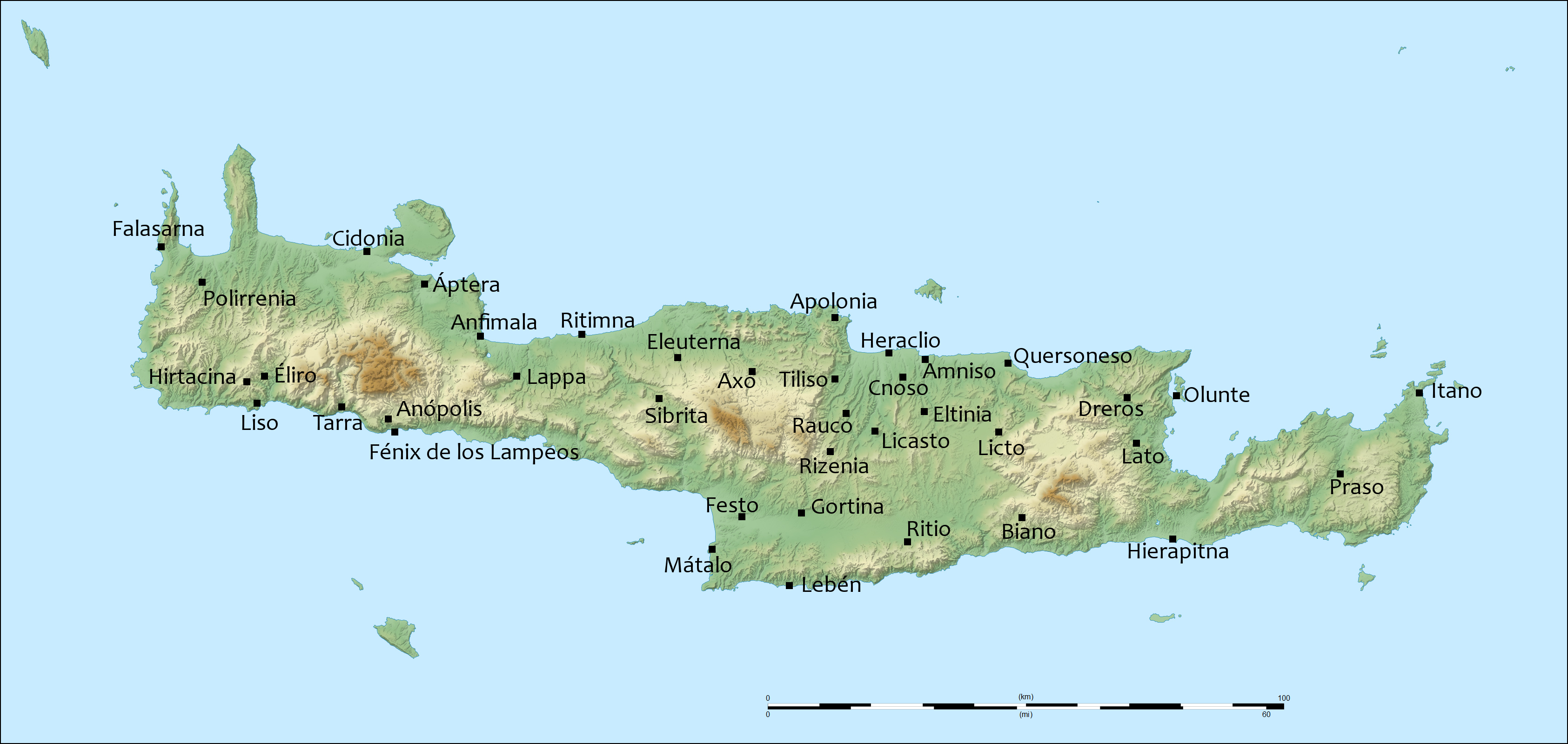
Mapa de Creta con la ubicación de algunas de las principales ciudades en los periodos clásico y helenístico donde figura Eltinia, en el interior de la isla, al sur de Amniso.

Eltinia (Ἐλτυνία) es el nombre de una antigua ciudad griega de Creta.
La ciudad está documentada a través de inscripciones, cuyos testimonios más tempranos datan de los siglos VI-V a. C., entre los que se encuentra una ley que trata de ofensas cometidas contra personas jóvenes.
Es mencionada también en una lista de las ciudades cretenses citadas en un decreto de Cnosos de hacia los años 259/233 a. C. así como en la lista de las ciudades cretenses que firmaron una alianza con Eumenes II de Pérgamo en el año 183 a. C.